# Czernacki Vazul
Czernacki Vazul (Turja, 1781 – ?) utazó, nyelvész.

## Élete
Tanult Pécsen és Késmárkon; 1802–1816-ig beutazta Törökországot, Kis-Ázsiát és Oroszországot, mialatt nyelvismereteit gyarapította; 1830-ban magánzó volt szülőhelyén.

## Munkái
Szovokuplenie arabszko-perszijsko-turszkih recsej (Arab és török-perzsa szavak gyűjteménye, 1500 szó, a szerb nyelv tisztázása végett, mely munka Schafarik szerint 1831-ig nem jelent meg.)